# Гамалея, Аполлон Александрович
Аполло́н Алекса́ндрович Гамале́я (17 ноября 1867 — после 1917) — черниговский земский деятель, член Государственной думы от Черниговской губернии.

## Биография
Православный. Из потомственных дворян Черниговской губерний. Землевладелец Стародубского уезда (400 десятин, в том числе 264 десятины при селе Борщове).
В 1889 году окончил юридический факультет Санкт-Петербургского университета с дипломом 1-й степени и в следующем году поступил на службу сверхштатным младшим чиновником при черниговском губернаторе, был откомандирован для занятий в губернское присутствие. В 1891 году был назначен старшим чиновником особых поручений при черниговском губернаторе, а в 1892 — переведен помощником столоначальника в хозяйственный департамент Министерства внутренних дел.
С 1895 года состоял чиновником особых поручений при Главноуправляющем землеустройством и земледелием. В 1898 году был зачислен в Корпус лесничих, в течение пяти лет был ревизором лесоустройства. В 1900 был командирован на Всемирную выставку в Париже. В 1903—1906 годах был старшим специалистом по сельскохозяйственной части департамента земледелия, по заданиям которого неоднократно выезжал в заграничные командировки. Дослужился до чина действительного статского советника (1914), из наград имел ордена Св. Станислава 3-й степени (1899) и Св. Анны 3-й степени (1902).
Занимался общественной деятельностью в родной губернии: избирался гласным Стародубского уездного и Черниговского губернского земских собраний (с 1895), почетным мировым судьей по Стародубскому уезду (1896—1915) и депутатом дворянства Стародубского уезда (с 1899). Состоял непременным членом Стародубской уездной землеустроительной комиссии.
В 1907 году был избран членом III Государственной думы от Черниговской губернии. Входил во фракцию «Союза 17 октября». Состоял секретарем сельскохозяйственной комиссии, а также членом комиссий: по разбору корреспонденции, по местному самоуправлению и по делам православной церкви. Был докладчиком 8-го отдела по проверке прав членов ГД и товарищем председателя 8-го отдела Думы.
В 1912 году был переизбран членом Государственной думы от Черниговской губернии. Входил во фракцию октябристов, после её раскола — в группу земцев-октябристов. Был членом Прогрессивного блока. Состоял секретарем сельскохозяйственной комиссии и членом комиссии по делам православной церкви. Был товарищем председателя 8-го отдела Думы.
Судьба после 1917 года неизвестна. Был женат.